# Frederuna (fransk drottning)
Frederuna, även kallad Frederonne, Frédérune och Frérone, född 887, död 10 februari 917 i Lothringen, var en drottning av Frankrike; gift med Karl den enfaldige.

## Biografi
Frederuna var syster till Beuve II, biskop av Châlons-sur-Marne, och släkt med Matilda av Ringelheim, andra hustru till kung Henrik I av Tyskland. Hon gifte sig med Karl den enfaldige i Laon år 907. Äktenskapet gav kungen släktband till den tyska kungen. Kungen gav henne som hemgift slottet i Attigny inklusive skatten från Corbeny och slottet Ponthion.
Frederuna beskrivs som starkt religiös. Paret fick flera döttrar, men ingen manlig arvinge, vilket ledde till en hotande tronföljdskris. Hennes frånvaro i offentligheten har lett till spekulationer om att hon blev förskjuten av Karl. Det finns dock inga tecken som stödjer detta.
Frederuna dog den 10 februari 917, möjligen under en förlossning, och är begravd i koret i basilikan Saint-Remi i Reims.

## Barn
- Ermentrude
- Frédérune
- Adélaïde
- Gisèle
- Rothrude
- Hildegarde